# Journée mondiale de lutte contre le sida

Ruban rouge symbolisant la lutte contre le sida.

La Journée mondiale du sida, ou Journée mondiale de lutte contre le sida, est une journée internationale consacrée à la sensibilisation de la pandémie du sida. Elle est organisée tous les 1er décembre.
Cette journée fut établie le 1er décembre 1988 par l'Organisation mondiale de la santé (OMS), et le droit de tenir cette manifestation chaque année a été approuvé par l'Assemblée générale des Nations unies.

## Thèmes annuels

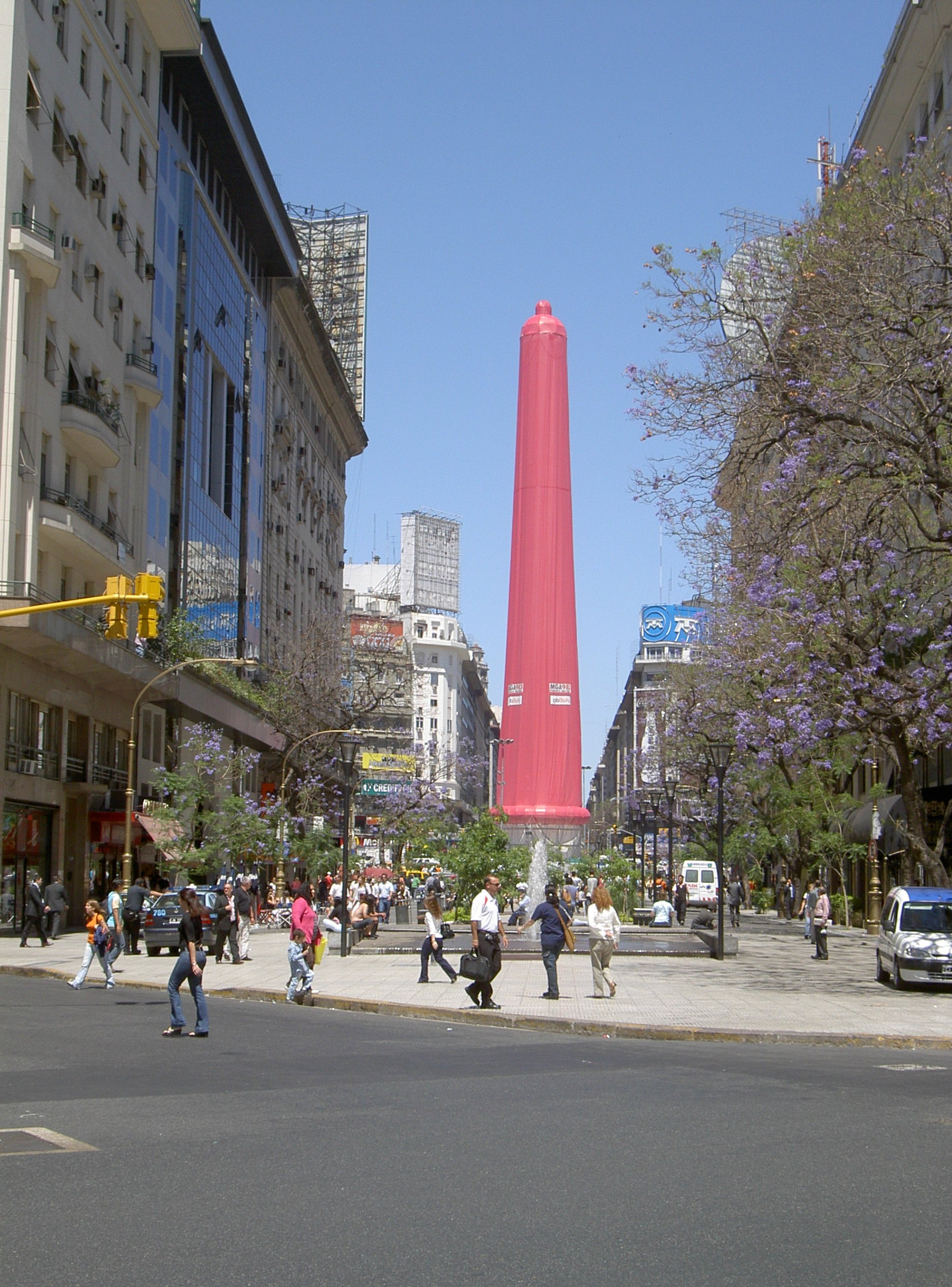

- 2024 : Suivons le chemin des droits

- 2023 : Confier le leadership aux communautés
- 2022 : Poussons pour l'égalité[2]
- 2021 : Mettre fin aux inégalités. Mettre fin au sida. Mettre fin aux pandémies.[3]
- 2020 : Solidarité mondiale et responsabilité partagée[4]
- 2019 : Les organisations communautaires font la différence[5]
- 2018 : Vivre sa vie positivement[6]
- 2017 : Ma santé, mes droits[7]
- 2016 : Levons la main pour #préventionVIH
- 2015 : Sur la voie rapide pour mettre fin au sida
- 2014 : Combler l’écart
- 2013 : Zéro discrimination
- 2012 : Ensemble nous vaincrons le sida
- 1998 : Forces du changement – Avec les jeunes en campagnes contre le SIDA
- 1997 : Les enfants dans un monde marqué par le SIDA
- 1996 : Unis dans l’espoir
- 1995 : Droits et devoirs : partageons
- 1994 : Famille et SIDA
- 1993 : Agissons maintenant
- 1992 : Les communautés s’engagent
- 1991 : Unissons nos forces
- 1990 : Femmes et SIDA
- 1989 : Première journée mondiale du SIDA

Chaque année, un thème de communication particulier est choisi. En 2015, à l’occasion de la Journée mondiale du sida, l'OMS a appelé à étendre le traitement antirétroviral à toutes les personnes vivant avec le VIH. En 2014, on a parlé de combler l’écart en matière de prévention et de traitement. En 2013, le thème a été « Objectif zéro – le VIH et les adolescents ». Un thème récurrent « Tenir la promesse » a été choisi en 2005 jusqu'à 2010.

## Campagnes précédentes

### Amérique du nord
Depuis 1995, le Président des États-Unis fait un discours officiel pour cet événement.

### Asie
Le 1er décembre 2009, Miss Tibet 2009, Tenzin Choezom a lancé le départ de la course "Run for AIDS" à Dharamsala en Inde, et le ministre de la santé du gouvernement tibétain en exil et l'association Choice ont promu la vigilance et l’éducation de la communauté tibétaine en exil pour combattre le VIH/SIDA,.

## Autres campagnes de l'OMS
Elle fait partie des dix campagnes officielles de l'Organisation mondiale de la santé (OMS) en faveur de la santé publique mondiale :
- Journée mondiale de lutte contre la tuberculose (le 24 mars) :
- Journée mondiale de la santé (le 7 avril) ;
- Journée mondiale du paludisme (le 25 avril) ;
- Semaine mondiale de la vaccination (la dernière semaine d'avril) ;
- Journée mondiale sans tabac (le 31 mai) ;
- Journée mondiale du donneur de sang (le 14 juin) ;
- Journée mondiale contre l'hépatite (le 28 juillet) ;
- Journée mondiale de la sécurité des patients (le 17 septembre) ;
- Semaine mondiale pour un bon usage des antibiotiques (en novembre) ;
- Journée mondiale du sida (le 1er décembre).